# Муниципальная служба спасения

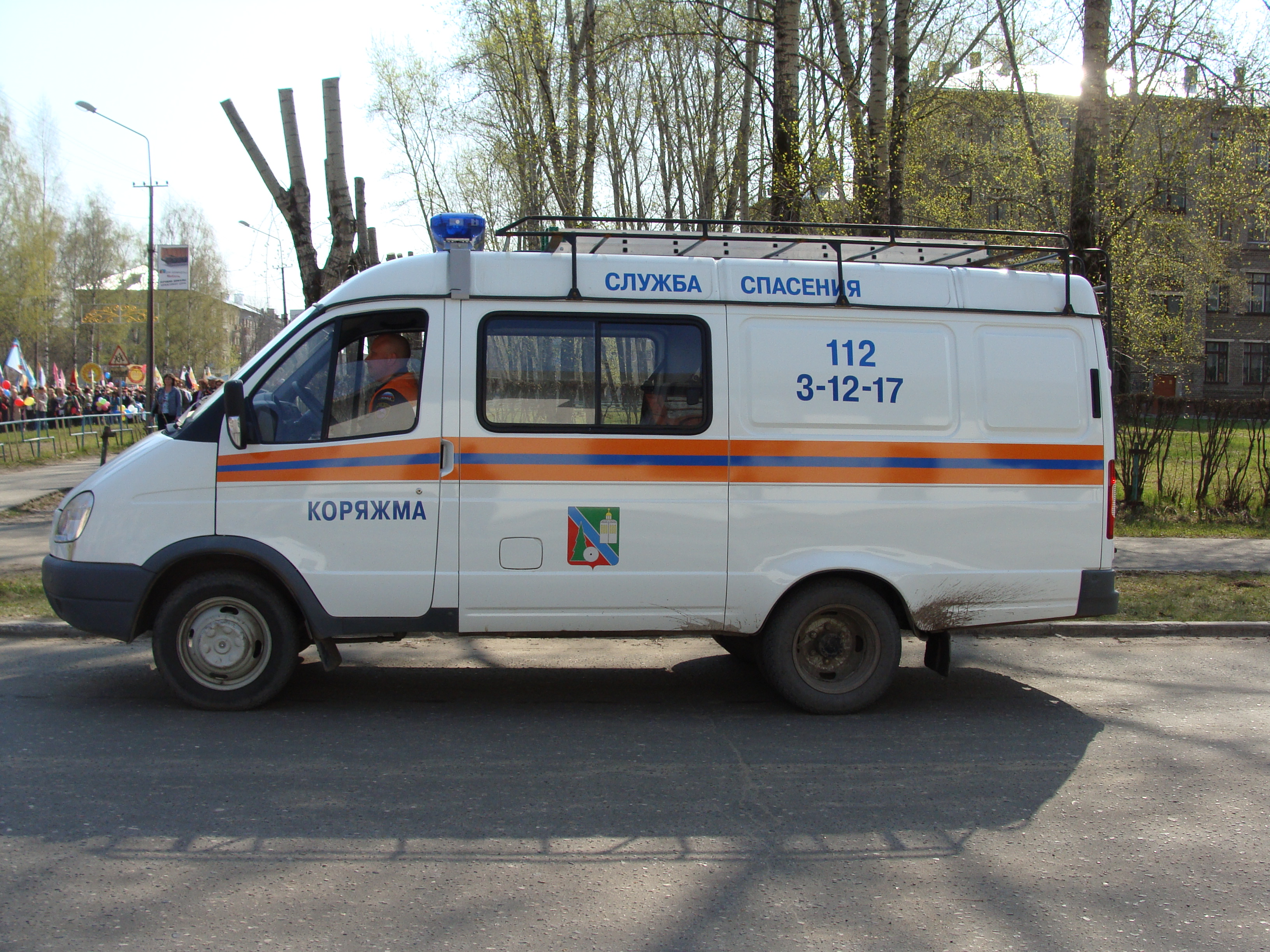
Автомобиль муниципальной службы спасения

Муниципальная служба спасения — профессиональная аварийно-спасательная служба или профессиональное аварийно-спасательные формирование, созданные по решению органов местного самоуправления. В соответствие с российским федеральным законодательством на руководителей органов местного самоуправления возложено создание при органах местного самоуправления постоянно действующих органов управления для решения задач в области защиты от чрезвычайных ситуаций, организация аварийно-спасательных и других неотложных работ.
В муниципалитетах, где не созданы профессиональные аварийно-спасательные службы, местное самоуправление для ликвидации чрезвычайных ситуаций может создать добровольные общественные формирования.

## История

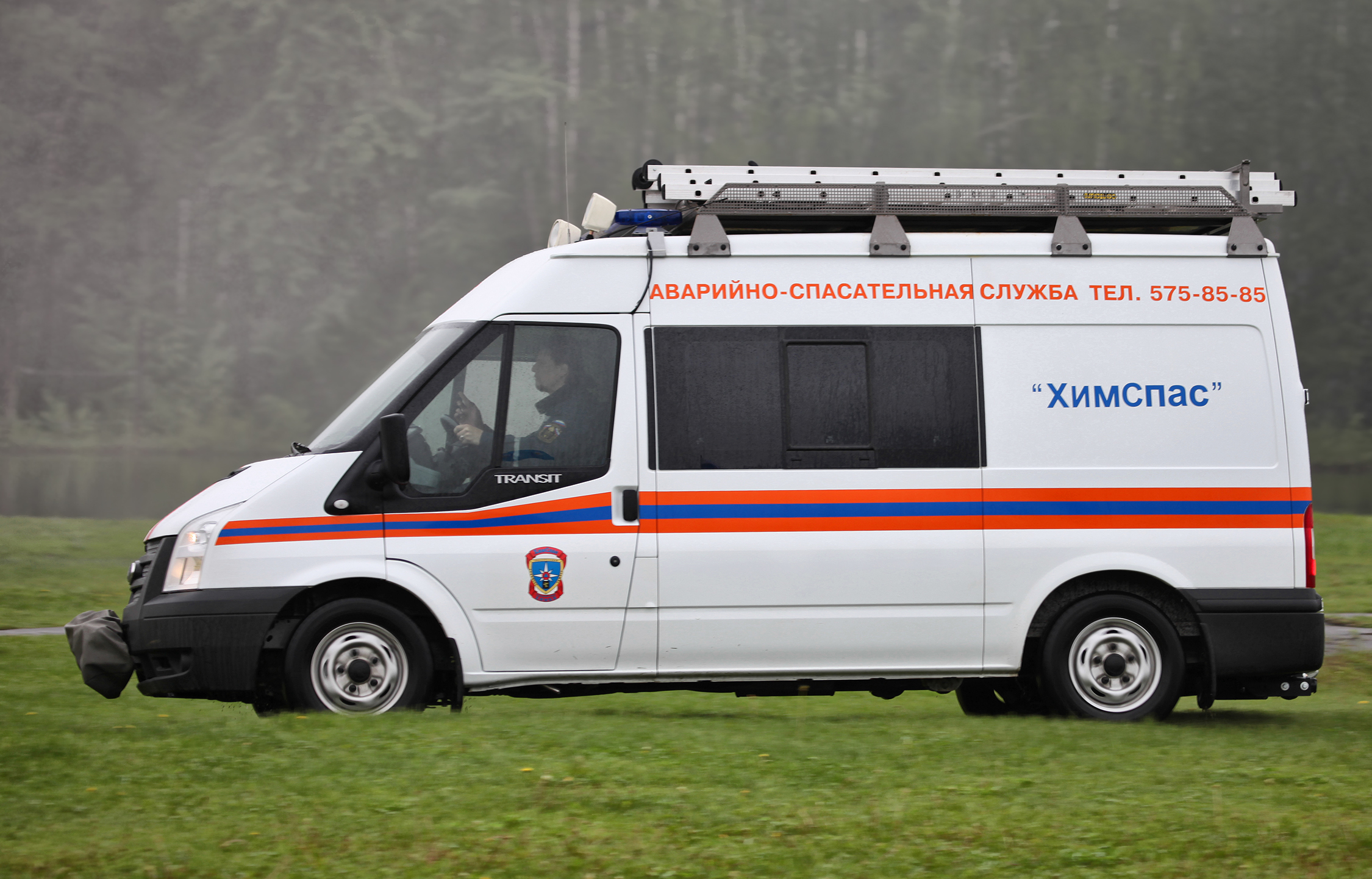
Автомобиль муниципальной службы спасения, Химки

В 1999 году в 45 субъектах были созданы аварийно-спасательные формирования, содержащиеся за счет местных бюджетов.:128 В 2000 году в 55 субъектах было создано 266 спасательных отрядов общей численностью 6 тысяч человек.:146
Мероприятия по защите населения и территории поселения от чрезвычайных ситуаций природного и техногенного характера, создание, содержание и организация деятельности аварийно-спасательных служб и (или) аварийно-спасательных формирований на территории поселения (городского округа) были установлены в качестве вопросов местного значения в 2004.
На 2012 год в России функционировало 465 штатных муниципальных аварийно-спасательных формирований.

## Деятельность
Муниципальные спасатели входят в состав городских спасательных служб, которые в 1999...2001 годах были образованы почти в каждом крупном городе России. Сфера деятельности муниципальных спасателей: дорожно-транспортные происшествия, промальпинизм для помощи населению, техногенные аварии и водолазные работы.
Содержание аварийно-спасательных служб и (или) аварийно-спасательных формирований относится к вопросам местного значения. В Калужской области в 2012 году ежегодные расходы на содержание одного муниципального аварийно-спасательного формирования составляли не менее 1,5 млн рублей, при этом расходная часть бюджета сельского поселения этого региона в 2012 году за счет собственных средств составила в среднем 2,5 млн рублей (у 46 % доход составил менее 1 млн рублей). В таких условиях бремя содержания службы для муниципалитетов является непосильным.

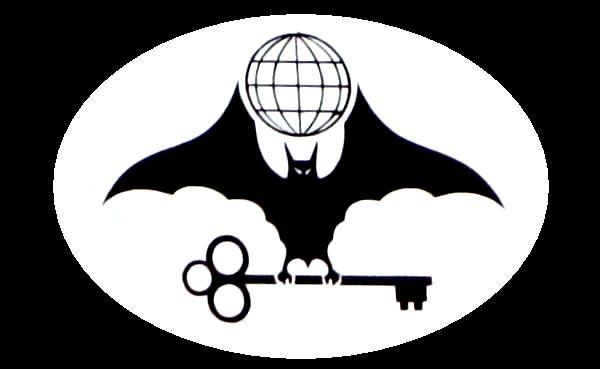
Эмблема